# Áo dài

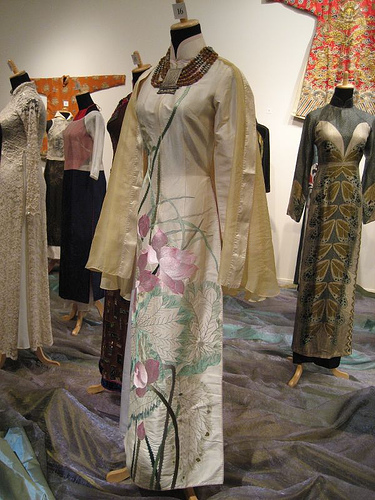
Áo dài

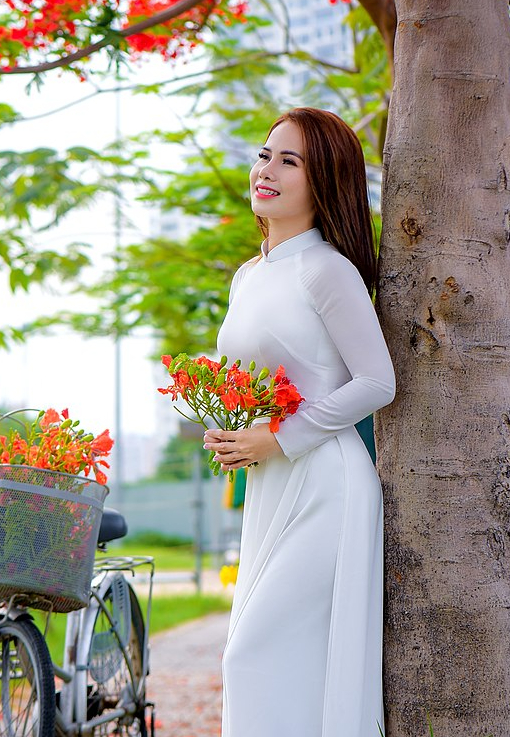
Frau trägt Áo dài. Mai 2021.

Das Áo dài (deutsch langes Oberteil) ist die Nationaltracht in Vietnam. Gesprochen wird es im Norden des Landes 'Ao Sai' und im Süden, etwa ab Huế, 'Ao Yai'. Es besteht aus einem knie- oder knöchellangen, auf beiden Seiten bis über die Hüfte hochgeschlitzten Seidenkleid, unter dem lange, meistens weitgeschnittene weiße Seidenhosen getragen werden.
Das Áo dài gilt als das traditionelle weibliche Kleidungsstück Vietnams. In der Mitte und im Süden des Landes sieht man es auch als Schuluniform, im Norden wird es eher zu festlichen Anlässen getragen. Es kann durchaus auch von Männern getragen werden, was heute jedoch nur noch bei bestimmten zeremoniellen Festlichkeiten geschieht, um die Wahrung der Landestradition zu betonen. Das kann besonders noch in der Provinz Bắc Ninh beobachtet werden. Die männliche Version der buddhistischen Mönche und für bürgerliche Träger besteht aus Baumwolle und wird Áo the genannt, die historische Seidenvariante für adelige Kreise Áo gấm.
Áo dài ähnelt Salwar Kamiz, Kurta von Ländern, die zur indo-islamische Kultur gehören, wie Indien, Pakistan usw.

## Geschichte

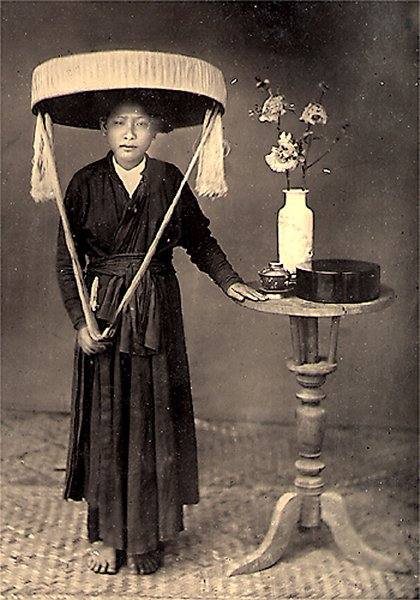
Nordvietnamesische Frau im Áo ngũ thân, 19. Jahrhundert

Die Vorform des Áo dài wurde Áo tứ thân genannt und seit Anfang des 12. Jahrhunderts beschrieben. Bei heißer Temperatur trug Frau nur einen Áo tứ thân, wenn es kühl war, wurden 3 Kleider übereinander getragen. Diese Kombination wurde Áo mớ ba (Dreier-Kleid) genannt. Im Winter trug man dann 6 oder 7 dieser dünnen Kleider übereinander – Áo mớ bảy. Die Kombination der durchscheinenden Farben dieser Arrangements zeugten von Geschmack und Stil der Trägerin.
Frühe Versionen des Áo dài, Áo ngũ thân genannt, reichen zurück bis in das frühe 18. Jahrhundert und waren an das traditionelle chinesische Frauengewand Cheongsam angelehnt. Die heutige Form des Áo dài wurde jedoch in den 1930er Jahren von dem vietnamesischen Designer Cát Tường entworfen und zuerst Áo tân thời (modernes Kleid) genannt. Mitte der 1980er Jahre gelang dem Áo dài nach Jahren des Vergessens der erneute Durchbruch in der Modewelt Vietnams, als es 1982 bei einem Schönheitswettbewerb überraschenderweise bei einer Kandidatin auftauchte – die auch mit einigem Stimmenabstand gewann.

## Varianten
Das Áo bà ba oder Seidenpyjama ist eine traditionelle weibliche Kleidung und wird meist im südlichen Vietnam, besonders im ländlichen Raum getragen. Es besteht aus weitgeschnittenen seidenen Hosen und einer langärmligen, geknöpften Seidenbluse oder Tunika ohne Kragen. Diese ist etwas länger geschnitten und seitlich meist kurz geschlitzt, vorne unten ist sie oft mit zwei Taschen besetzt. Die Variante des Nordens ist das etwas kürzer und weniger tailliert geschnittene und im Sommer auch kurzärmlig getragene Áo cánh, das früher auch mit einem Rock kombiniert wurde. Eine für die tägliche Arbeit geeignete Form ist das Chiếc áo (Hemd) aus groberen Stoffen.
Ein weiteres landestypisches Kleidungsstück ist das Áo Yếm, früher nur Yếm genannt, ein von einem Nackenband gehaltenes rückenfreies Oberteil, welches von Frauen aller Klassen meist als Untergewand getragen wurde. Inspiriert ist es vom chinesischen Dù Dōu (肚兜) und es gab zahlreiche Variationen der Grundform.

## Materialien und Farben

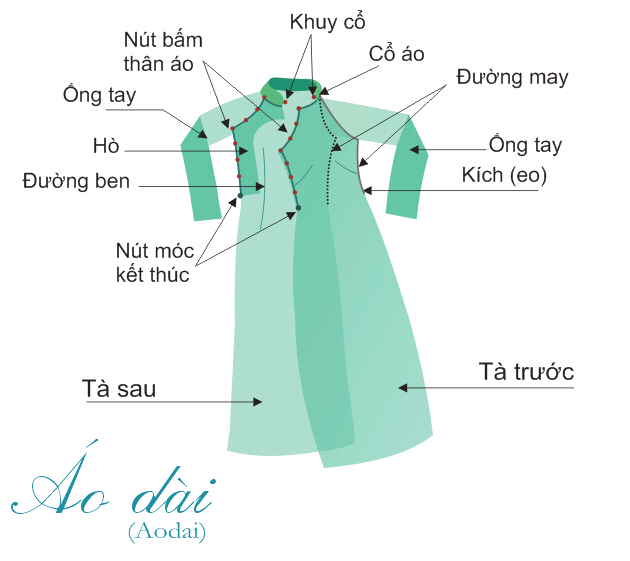
Die Grafik zeigt die vietnamesischen Bezeichnungen der Teile eines Áo dài

Bevorzugt werden allgemein Pastellfarben, höchstens mit unauffälligem Muster. Aktuell werden neben dem Primärmaterial Seide häufig auch Samt und andere Materialien verarbeitet. Die Stoffe können bunt bedruckt, bemalt oder aufwendig bestickt sein. Die Hosen werden üblicherweise aus glänzender entbasteter Seide hergestellt und sind etwa taillenhoch geschnitten (Höhe der Schlitze). Weiß ist die Vorzugsfarbe, jedoch werden vor allem bei farbigen Áo dài häufig beliebte Kombinationen gekauft (rot/gold, blau/schwarz, gleiche Farbe – andere Helligkeit).
Das Áo dài in weißer Farbe ist in vielen Gymnasien Schuluniform, wird aber oft nur an zwei oder drei Tagen der Woche getragen, sowie zu speziellen Anlässen. Häufig wird auf Brusthöhe ein Schild der Schule mit dem Namen der Trägerin und ihrer Klassenstufe angebracht. An den anderen Tagen besteht die Schuluniform aus dunkelblauen, langen Hosen und einer weißen Bluse, die ebenfalls ein solches Schild trägt. Neben den weißen oder pastellfarbenen Kleidern der Studentinnen findet man oft stärkere Farben bei Personen in repräsentativen Positionen oder bei speziellen Anlässen. Dunkle Farben werden häufiger von älteren Damen getragen. Zu Hochzeiten werden oft rote Áo dài mit reicher goldener Verzierung getragen sowie der traditionelle ringförmige Kopfschmuck.

## Preise
Der Preis für ein Áo dài liegt je nach Material und Umfang der Verzierungen zwischen 20 und mehreren hundert Euro. Zwar ist es möglich, ein Áo dài von der Stange zu kaufen, jedoch wird es bevorzugt bei einem Schneider passgenau angefertigt. Sowohl Kleid als auch Hose sind dabei so ausgelegt, dass sie später noch an fast allen Stellen um einige Zentimeter in der Weite angepasst werden können und so die Investition in dieses figurbetonende Kleidungsstück dauerhafter ist.

## Erwähnenswertes
Beim Abschlussfoto zum 18. APEC-Gipfel am 19. November 2006 in Hanoi trugen die teilnehmenden Staatschefs traditionell das landestypische Gewand, in diesem Fall das Áo dài.
Das im Jahr 2007 in Vietnam erschienene Kriegsdrama Áo lụa Hà Đông (etwa „Das weiße Seidenkleid“) thematisiert die kulturelle Bedeutung des Áo dài als Symbol für Geist und Haltung vietnamesischer Frauen.

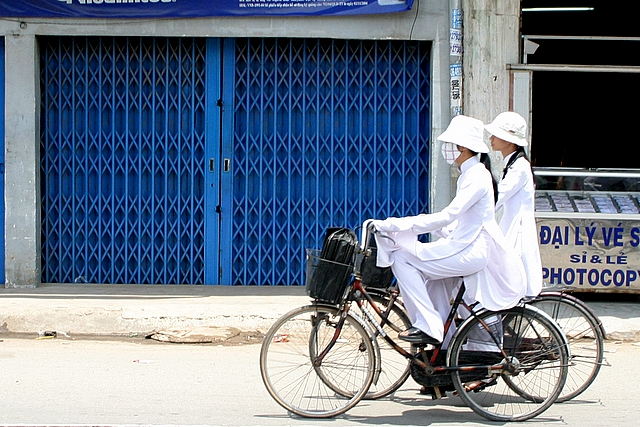
Schülerinnen im Áo dài in HMC
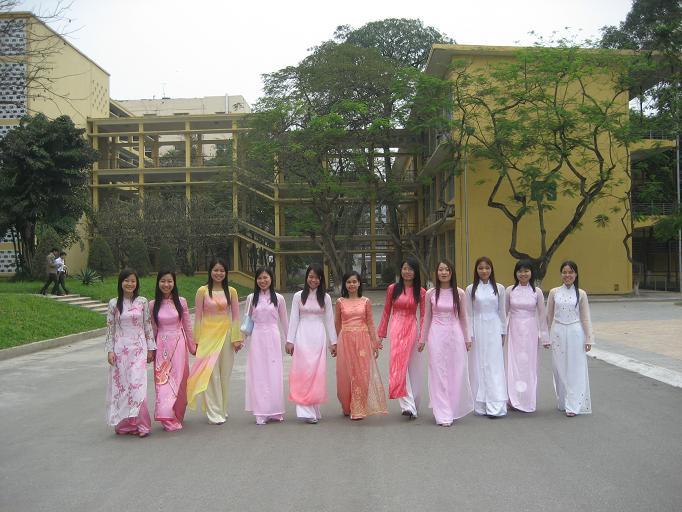
Studentinnen der Hanoi University of Technology
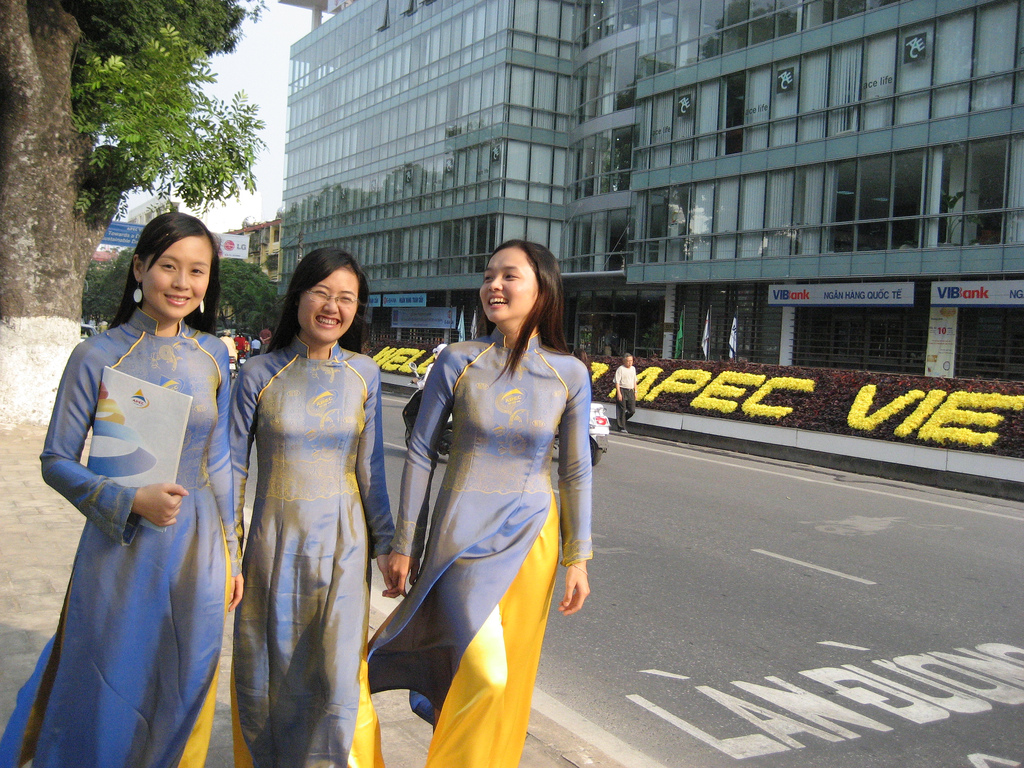
Áo dài-Trägerinnen in Hanoi
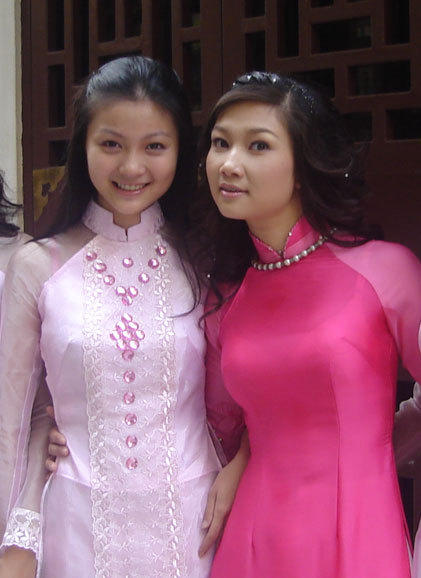
Bestickter Áo dài
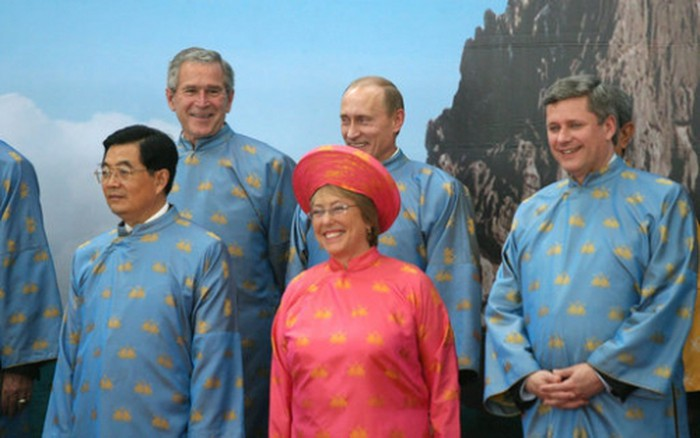
Regierungschefs im Áo dài, Nov. 2006 in Hanoi